# Roland Raforme
Roland Raforme est un boxeur seychellois né le 3 novembre 1966.

## Carrière
Roland Raforme est médaillé de bronze dans la catégorie des poids moyens aux Jeux africains de Nairobi en 1987. Il est ensuite médaillé de bronze dans la catégorie des poids mi-lourds aux Jeux africains du Caire en 1991, s'inclinant en demi-finale contre le Nigérian Jacklord Jacobs.
Aux Jeux olympiques d'été de 1992 à Barcelone, alors qu'il est le porte-drapeau de la délégation seychelloise, il est éliminé en quarts de finale dans la catégorie des poids mi-lourds par le Hongrois Zoltán Béres. Il est ensuite médaillé de bronze aux Jeux africains de Harare en 1995 dans la catégorie des poids mi-lourds.
Aux Jeux olympiques d'été de 1996 à Atlanta, il est éliminé au premier tour des poids mi-lourds par le Canadien Troy Amos-Ross (en).
Il boxe ensuite dans la catégorie des poids lourds. Il est médaillé de bronze aux Jeux de la Francophonie d'Antananarivo en 1997 puis médaillé d'argent aux Jeux du Commonwealth de Kuala Lumpur en 1998.